# Bjergsted Kommune
| Strukturdaten       | Strukturdaten      |
| ------------------- | ------------------ |
| Sitz der Verwaltung | Svebølle           |
| Fläche              | 138,62 km²         |
| Einwohner           | 7.976 (2004)       |
| Kommune seit 2007   | Kalundborg Kommune |

Bjergsted Kommune war bis Dezember 2006 eine dänische Kommune im damaligen Vestsjællands Amt im Westen der Insel Seeland. Seit Januar 2007 ist sie zusammen mit der „alten“ Kalundborg Kommune, der Gørlev Kommune, der Hvidebæk Kommune und der Høng Kommune Teil der neuen Kalundborg Kommune.

## Persönlichkeiten
- Kristjan Larsen (1895–1972), Turner
- Jesper Hansen (* 1980), Sportschütze